# برستون زيمرمان
برستون زيمرمان (بالألمانية: Preston Zimmerman؛ بالإنجليزية: Preston Zimmerman) هو لاعب كرة قدم أمريكي وألماني، ولد في 21 نوفمبر 1988 في باسكو في الولايات المتحدة. شارك مع منتخب الولايات المتحدة تحت 17 سنة لكرة القدم ومنتخب الولايات المتحدة تحت 20 سنة لكرة القدم. أما مع النوادي، فقد لعب مع دارمشتات 98.

## وصلات خارجية
- برستون زيمرمان على موقع قاعدة بيانات كرة القدم.إي يو (الإنجليزية)
- برستون زيمرمان على موقع بيانات كرة القدم. دي إي (الألمانية)
- برستون زيمرمان على موقع Soccerway.com (الإنجليزية)
- برستون زيمرمان على موقع عالم كرة القدم.نت (الإنجليزية)